# Xenoturbella
Xenoturbella es un género de animales bilaterales vermiformes marinos de posición taxonómica incierta desde su descubrimiento en 1949, cuando fueron clasificados como turbelarios primitivos y peculiares. Los estudios moleculares dieron como resultado que pertenecen a un subfilo separado dentro de Xenacoelomorpha el cual actualmente es situado dentro de los deuteróstomos.
Previamente ya había sido relacionado con los moluscos (Noren & Jondelius, 1997) pero se objetó que el ADN había sido contaminado con ADN de los moluscos de los que se alimentaba (Bourlat et al., 2003). Esos primeros resultados han sido recientemente corroborados. El género se ha considerado el único miembro de su propio filo, Xenoturbellida (Haszprunar et al., 1991; Bourlat et al., 2006) o un subfilo de Xenacoelomorpha.

## Características
Xenoturbella tiene un plan corporal muy simple. Carece de cerebro, de tubo digestivo, de gónadas (pero sí produce gametos; los huevos y los embriones se producen en los folículos) y de cualquier otro órgano definido, a excepción de un estatocisto provisto de células flageladas. Tiene cilios y un sistema nervioso difuso. Su longitud alcanza los 4 cm. Ha sido encontrado frente a las costas de Suecia, Escocia e Islandia.
De un ejemplar de estos organismos se puede decir que es grande, pues puede llegar a medir 4 cm, que es semejante a una planaria con un digestivo sin ano, con un sistema nervioso simple subepidérmico y con un sistema sensorial reducido esencialmente a un estatocisto.

## Especies
Se reconocen las siguientes:
- Xenoturbella bocki Westblad, 1949
- Xenoturbella churro Rouse, Wilson, Carvajal & Vrijenhoek, 2016
- Xenoturbella hollandorum Rouse, Wilson, Carvajal & Vrijenhoek, 2016
- Xenoturbella monstrosa Rouse, Wilson, Carvajal & Vrijenhoek, 2016
- Xenoturbella profunda Rouse, Wilson, Carvajal & Vrijenhoek, 2016
- Xenoturbella westbladi Israelsson, 1999